# 편집자
편집자(編輯者)는 신문, 잡지, 단행본 등의 인쇄매체 제작에 참여하는 직업을 말한다. 출판사마다 편집자가 하는 일의 성격과 내용이 다르기 때문에 정확하게 편집자가 명확하게 어떤 일이라고 규정짓기 어렵지만, 북디자인 등 여러 일에 의지하여 책을 만드는 직업이다.

## 출판사에서의 업무
대형출판사의 경우는 업무가 분담되어 있으므로 편집자도 하는 일이 나뉘어 있다. 이를테면 김영사의 경우, 표지의 제목과 부제 이름짓기 전담 편집자가 있다. 하지만, 중형출판사나 소형출판사의 경우는 기획, 레이아웃, 교정/교열, 원문대조(번역서의 경우), 글쓴이나 원고 청탁자의 원고검토 등 거의 모든 일을 소수의 편집자가 담당하기 때문에 출판에 대한 실무 경험과 이해가 필요하다. 업무 성격이 1인출판에 가까운 일부 소형 출판사는 편집자가 매킨토시로 북디자인까지 담당하는 곳도 있다. 또한 편집자는 독자들에게 필요한 정보를 제공하는 역할을 하기 때문에 시사를 읽는 눈이 필요하다. 일본의 원로 출판인 와시오 켄야는 《편집이란 어떤 일인가》(한국출판마케팅연구소)에서 "책을 좋아해도, 책을 만들 줄 모르면 실업자가 될 뿐이다."라고 했다.

## 카피 데스크
신문사나 잡지사에서 편집 업무를 총괄하는 직책 또는 그 모임을 카피 데스크(copy desk)라고 한다. 주로 줄여서 데스크(desk)라고 부른다. 신문사의 경우 취재나 편집에 관련된 부서의 부장이나 차장을 데스크라고 한다. 데스크는 취재 기자에게 취재 지시를 내린다. 또한 입고된 원고를 검토한여 뉴스 가치를 판단하여 보도할 기사를 선택한다. 기사에 제목을 붙이거나 지면을 구성하는 일은 편집 기자가 하지만 최종적인 결정은 데스크가 내린다.

## 같이 보기
- 북 디자인
- 게이트 키핑